# Szaturnusz (mitológia)

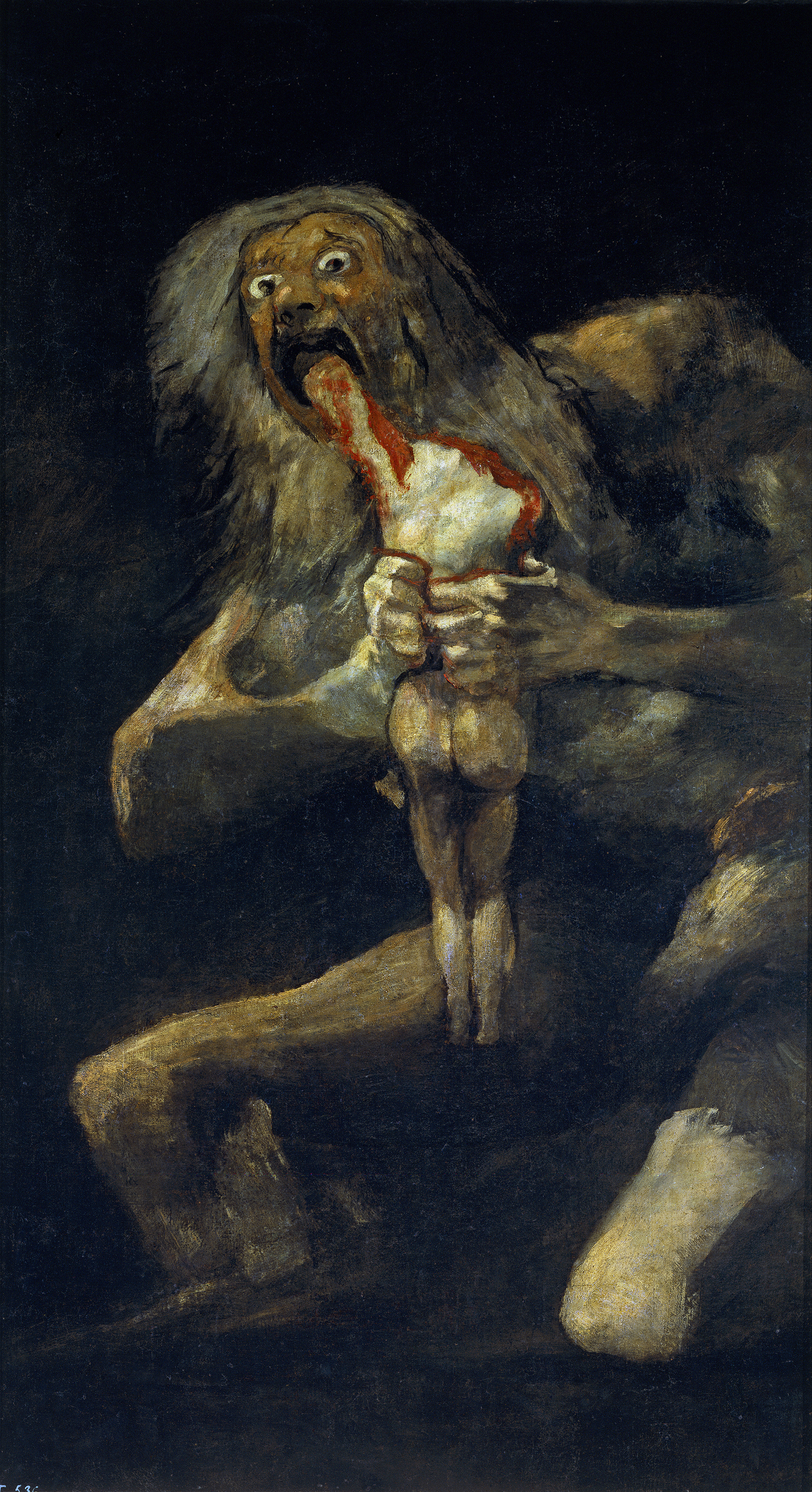
Goya festménye (1819 - 1823) Szaturnuszról, amint megeszi saját fiát

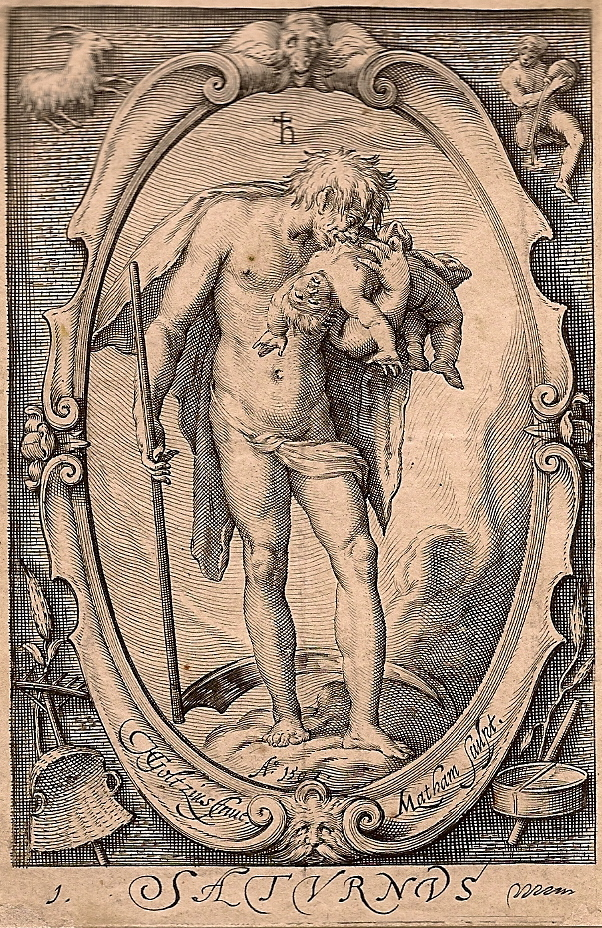
Szaturnusz ábrázolása 1597-ből

Szaturnusz egy itáliai istenség volt. A Gonosszal azonosították, ám eltérően az ókori görög mítosztól, amely szerint Zeusz Kronoszt az alvilágra taszította, a rómaiak úgy tudták, hogy Szaturnusz Itáliába menekült és ott tovább uralkodott. Ezt a korszakot Saturniaregna névvel illették és aranykornak tekintették:  a Föld önként hozta meg termését; a háborút, a társadalmi rangkülönbségeket az emberiség ekkor még nem ismerte.

## A szaturnália
Szaturnusz ünnepe, a Szaturnália, évről-évre december 17-től kezdve hét napon át örömünnep volt; különösen a rabszolgák ünnepe, akiket gazdáik ilyenkor megajándékoztak, asztaluk mellé ültettek, sőt kiszolgáltak.

## Forrás
Uj Idők Lexikona 21-22. Pozdorja - Szikes (Budapest, 1941) 5400. old.